# Денисов, Вячеслав Николаевич
Вячеслав Николаевич Денисов (4 марта 1918, Белгород, Курская губерния — 6 ноября 1943, Керченский пролив) — советский военный моряк и пограничник, командир бронекатера Военно-морского флота СССР в годы Великой Отечественной войны, Герой Советского Союза (22.01.1944, посмертно). Старший лейтенант. 

## Биография
Родился 4 марта 1918 года в Белгороде в рабочей семье. Окончил семилетнюю школу, затем железнодорожную школу фабрично-заводского ученичества, после чего работал в железнодорожном депо станции Валуйки в Белгородской области. После окончания Московских технических курсов повышения квалификации был назначен участковым ревизором-инструктором по вагонным сцепам и автотормозам.
В октябре 1938 года был призван на службу в Пограничные войска НКВД СССР. В 1939 году окончил 3-ю морскую пограншколу младшего комсостава, служил боцманом пограничного катера Мурманского погранотряда.
В августе 1941 года досрочно окончил курсы помощником командиров катеров при Ленинградском военно-морском пограничном училище. Служил в составе Волжской военной флотилии. С июня 1942 года — участник Великой Отечественной войны. С 7 июля 1942 года командовал бронекатером № 81. Участвовал в Сталинградской битве, доставлял через Волгу военные грузы и подкрепления в 62-ю и 64-ю армии, защищавшие Сталинград. Также катер вёл огонь по береговым целям и отбивал атаки немецкой авиации.
В сентябре 1943 года катер старшего лейтенанта Вячеслава Денисова по железной дороге был переброшен на Азовское море и в октябре вошёл в состав Азовской военной флотилии..
В ноябре 1943 года будучи командиром бронекатера № 81 1-го дивизиона бронекатеров 4-й бригады бронекатеров Азовской военной флотилии особо отличился во время Керченско-Эльтигенской десантной операции. В период с 31 октября 1943 года экипаж катера еженощно выполнял до 10 рейсов через Керченский пролив, переправляя на плацдарм на Керченском полуострове части 56-й армии. Катер неоднократно получал повреждения прямыми попаданиями снарядов противника, но морякам каждый раз удавалось их исправить. В ночь с 9 ноября на 10 ноября экипаж совершил шесть рейсов. В последнем из них катер подорвался на плавающей мине и затонул вблизи посёлка Опасное. При взрыве погиб почти весь экипаж, только двоих раненых краснофлотцев удалось спасти.
В документах и публикациях относительно даты гибели бронекатера имелись значительные противоречия. По разным данным, он погиб в ночь на 6 ноября 1943, по другим — 11 или 12 ноября. В справочнике кораблей советского ВМФ катер значится погибшим 10 ноября 1943 года.
Указом Президиума Верховного Совета СССР «О присвоении звания Героя Советского Союза офицерскому, старшинскому и рядовому составу Военно-Морского флота» от 22 января 1944 года за «форсирование Керченского пролива, высадку десантных войск и переброску техники на Керченский полуостров и проявленные при этом отвагу и геройство» удостоен посмертно звания Героя Советского Союза. Также он был награждён орденом Ленина (22.01.1942, посмертно) и медалью «За боевые заслуги» (28.09.1943).
В 1975 году катер был обнаружен и поднят со дна Керченского пролива. Останки экипажа, в том числе и Вячеслава Денисова, с воинскими почестями захоронили в братской могиле на Керченском военном кладбище. В том же году в его честь был назван пограничный сторожевой корабль Тихоокеанского пограничного округа. Его имя также присвоено технической школе Южной железной дороге и улице в Белгороде.